# Товариство червоної свастики

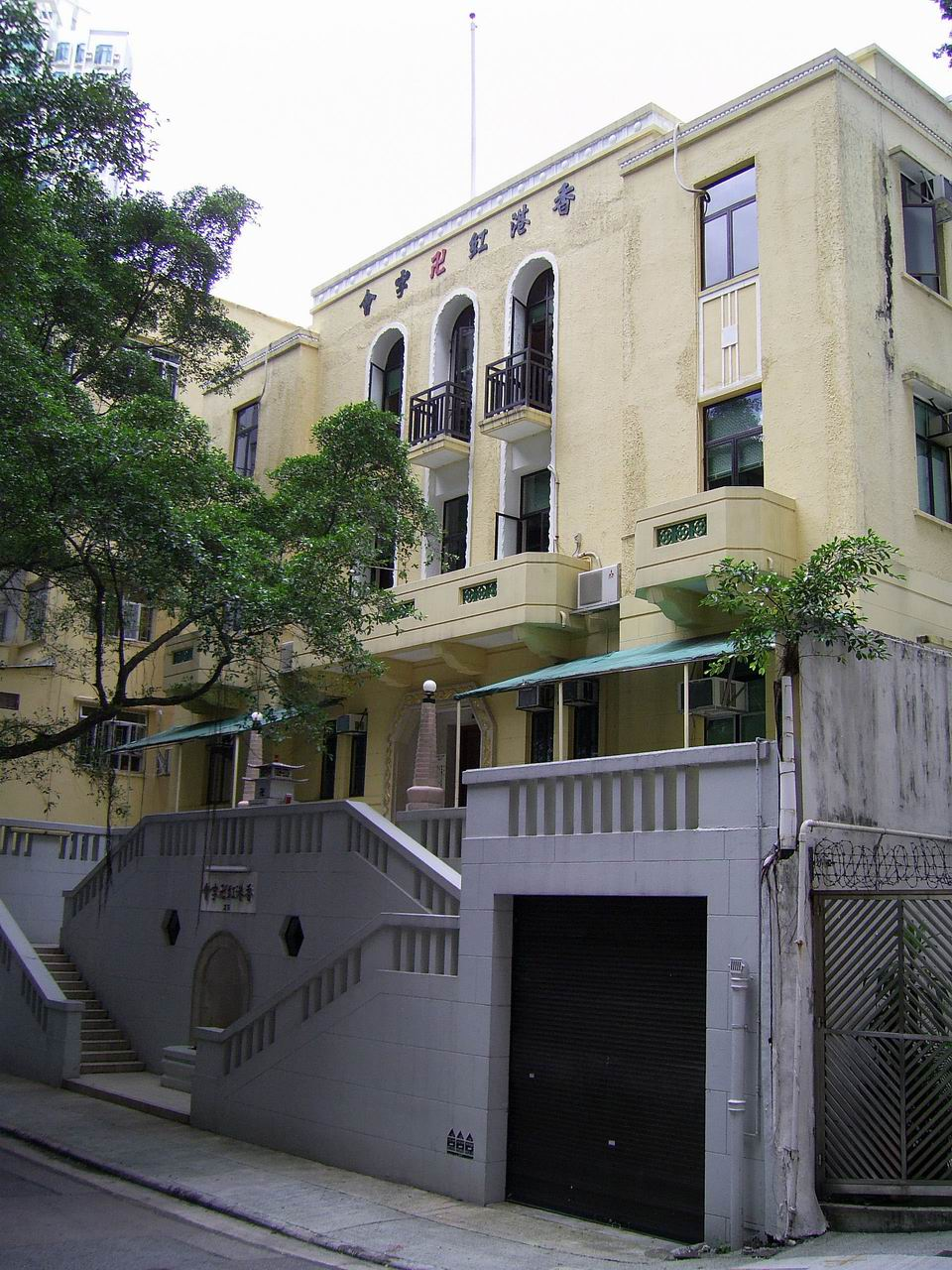
Представництво в Гонконзі.

Товариство червоної свастики (кит.世界红卍字会- Шицзє хунваньцзихуей) - міжнародна добровільна філантропічна організація створена в Китаї в 1922 році по типу Товариства Червоного Хреста і що є підрозділом синкретичної даоської-буддиської релігійної організації Даоюань . Засновники - Цянь Ненсюнь zh:钱能训 , Ду Бін'інь і Лі Цзябо.
Товариство займається організацією благодійних притулків і польових їдалень для бідних і потерпілих від стихійних лих. Особливу участь організація узяла в ліквідації наслідків Нанкінської різанини. Співробітником суспільства може стати тільки чоловік старше 15 років. Жінки складаються в окремій організації Даошаньше.
Товариство Червоної Свастики має представництва в Сінгапурі, Гонконзі, Парижі та Лондоні. Штаб квартира знаходиться на Тайвані.